# Џерсијска фунта
Џерзијска фунта је валута и средство плаћања на Џерзију. Ова валута није независна већ је, слично Шкотској фунти, само локални облик британске фунте. Паритет са британском фунтом је 1:1. С обзиром на то да није независна валута, нема ни међународни код али се може користити JEP.
Џерзијску фунту издаје државна благајна (Treasury and Resources Department). Годишња инфлација је износила 5,3% у 2005.
Папирне новчанице се издају у апоенима од 1, 5, 10, 20 и 50 фунти а ковани новац у апоенима од 1, 2, 5, 10, 20 и 50 пенија као и 1 и 2 фунте.